# Sibyl Buck

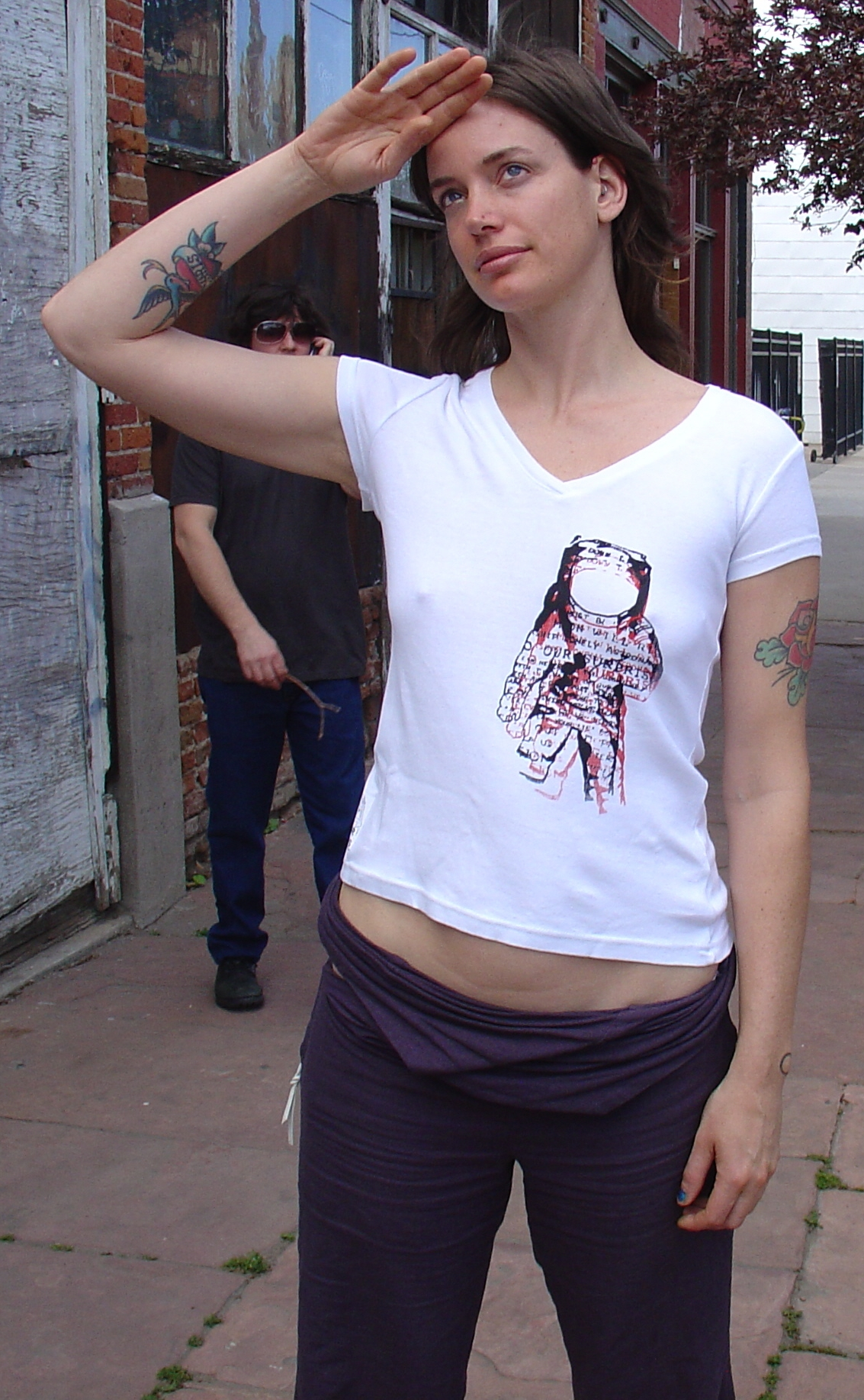
Sibyl Buck (2007)

Sibyl Buck (* 27. Mai 1972 in Versailles, Frankreich) ist eine US-amerikanische Musikerin und Model.

## Leben
Buck begann ihre Modelkarriere 1992 mit Arbeiten für Yves Saint-Laurent, Chanel, Jean-Paul Gaultier, Alexander McQueen und weiteren Modehäusern.
Im Jahr 1998 beendete sie ihre Modelkarriere und fing eine Karriere als Musikerin an. Zuletzt spielte sie zusammen mit Joseph Arthur in der Band „The Lonely Astronauts“.